# 京都府立大学女子短期大学部
京都府立大学女子短期大学部（きょうとふりつだいがくじょしたんきだいがくぶ、英語: Kyoto Prefectural University Women's College）は、京都府京都市左京区下鴨半木町1-5に本部を置いていた日本の公立大学である。1951年に設置され、1998年に廃止された。大学の略称は府女短。

## 概要

### 大学全体
- 京都府京都市左京区に所在した日本の公立短期大学で、設置主体は京都府[1]。
- 1951年に西京大学女子短期大学部として開学。当初は 2学科だったが[2]、学科の新設により 4 学科体制となった。
- 1996年度の入学生を最後に[注釈 2]、1998年に短期大学としての使命を終える[3]。
- 卒業生総数は5,577人[4]。

### 教育および研究
- 京都府立大学女子短期大学部に設置されていた学科の一つに生活経済科がある。この名称をもつ学科を置いていた短大は全国でもごく稀である。名称からして生活科学的な要素を兼ね備えた専門教育のイメージが感じられがちだが、設置科目は「経済史」・「現代経済論」・「流通経済論」・「生活情報論」などのようにむしろ経済学科系統の専門教育を行っていた感じではある。ほか、生活文化科や国語科のように旧制専門学校から受継がれてきた専門教育もあった。

## 沿革
- 1927年
  - 京都府立女子専門学校[注 1]
- 1951年
  - 3月15日 左記を以て文部省[注 2]より短期大学の設置が認可される[注 3]
  - 4月1日 西京大学女子短期大学部（さいきょうだいがくじょしたんきだいがくぶ）として以下の学科体制にて開学[7]。
    - 文科国語専攻 入学定員40名
    - 家政科被服専攻 入学定員40名
- 1953年
  - 4月1日 学科の名称を以下の通り変更する[8]。
    - 文科国語専攻→国語科
    - 家政科被服専攻→被服科
- 1954年
  - 5月1日 学生数[9]/定員
    - 国語科 87[注釈 3]/80
    - 被服科 85[注釈 3]/80
- 1959年
  - 4月1日 京都府立大学女子短期大学部に改称[10]。
- 1964年
  - 4月1日 学科の入学定員を以下の通り変更する[11]。
    - 国語科 40→80
    - 被服科 40→80

  - 5月1日 学生数[12]/定員
    - 国語科 167[注釈 3]/120
    - 被服科 162[注釈 3]/120
- 1973年
  - 4月1日 以下の学科を増設する[13]。
    - 生活経済科 入学定員40名

  - 同 以下の学科を定員減とする[13]。
    - 国語科 80→60
    - 被服科 80→60

  - 5月1日 学生数[14]/定員
    - 国語科 150[注釈 3]/140
    - 被服科 145[注釈 3]/140
    - 生活経済科 39[注釈 3]/40
- 1990年
  - 4月1日 被服科を生活文化科に改称[15]。
  - 5月1日 学生数[16]/定員
    - 国語科 131[注釈 3]/120
    - 生活文化科 65[注釈 3]/60
      - 被服科 60[注釈 3]/60

    - 生活経済科 93[注釈 3]/80
    - 英語科 85[注釈 3]/80
- 1992年
  - 5月1日 学生数[注 4]/定員
    - 国語科 123[注釈 3]/120
    - 生活文化科 120[注釈 3]/120
    - 生活経済科 85[注釈 3]/80
- 1993年
  - 4月1日 以下の学科を増設する[19]。
    - 英語科  入学定員40名

  - 同 以下の学科を定員減とする[19]。
    - 国語科 60→40
    - 生活文化科 60→40

  - 5月1日 学生数[20]/定員
    - 国語科 108[注釈 3]/100
    - 生活文化科 99[注釈 3]/100
    - 生活経済科 95[注釈 3]/80
    - 英語科 40[注釈 3]/40
- 1996年
  - 4月1日 この年度をもって学生募集を終了[注釈 2]。
- 1996年
  - 5月1日 学生数[21]/定員
    - 国語科 85[注釈 3]/80
    - 生活文化科 83[注釈 3]/80
    - 生活経済科 93[注釈 3]/80
    - 英語科 85[注釈 3]/80
- 1997年
  - 5月1日 学生数[22]/定員
    - 国語科 43[注釈 3]/40
    - 生活文化科 42[注釈 3]/40
    - 生活経済科 51[注釈 3]/40
    - 英語科 43[注釈 3]/40
- 1998年
  - 7月21日 左記をもって正式に廃止となる[3]。

## 基礎データ

### 所在地
- 京都府京都市左京区下鴨半木町1-5[注釈 1]

## 教育および研究

### 組織

#### 学科
- 国語科[注釈 4]
- 生活文化科[注釈 4]
- 生活経済科[注釈 4]
- 英語科[注釈 4]

#### 専攻科
- なし

#### 別科
- なし

#### 取得資格について
- 教職課程として中学校教諭二種免許状が設置されていた。履修者は全卒業生5,577人のうち2,927人で取得者割合は52%強と半数以上が履修していた[4]。教科名は以下の通りである。
  - 国語：国語科および旧文科：履修者は全卒業生数2769人のうち1,599人で57%強となっていた[4]。
  - 家庭：生活文化科[注釈 5]：履修者は全卒業生数2,652人のうち1,300人で49%強となっていた[4]。
  - 英語：英語科：履修者は全卒業生数156人のうち28人で18%弱となっていた[4]。
- 当初は、高等学校教諭免許状課程が併設されており、国語科で（国語）、被服科で（家庭）となっていた[24]。

### 研究
- 京都府立大学女子短期大学部国語国文学会/編『やよい』[25]
- 京都府立大学女子短期大学部国語科/編『研究報告』[26]。
- 京都府立大学女子短期大学部生活経済科生活経済研究会/編『生活経済研究』[27]。

### 学園祭
- 京都府立大学女子短期大学部の学園祭は「流木祭」と呼ばれていた。

## 大学関係者と組織

### 大学関係者組織
- 京都府立大学女子短期大学部の同窓会は「桂友会」と称し、1956年に命名された。ちなみに短大の同窓会自体は1955年に創設されている[4]。
- 「文月会」と称した教職員の親睦会があった[4]。

### 大学関係者一覧

#### 大学関係者
歴代学長
- 園正造：1951年 - 1958年
- 田畑茂二郎：1974年 - 1979年
- 四手井綱英：1980年 - 1985年
- 門脇禎二：1986年 - 1991年
- 広原盛明：1992年 -

元教員
- 藤田真一 (国文学者)
- 吉田金彦

#### 出身者
- 山村美紗：1953年文科卒業[注 5]
- 市田ひろみ：1953年文科卒業[4]。

## 施設

### キャンパス[4]
- 京都府立大学第4号館が女子短期大学部の校舎として使用されていた。
- キャンパスのシンボルは楠の木。
- 閉学した年には、かつてのキャンパスに短大同窓会より寄贈された短大記念碑が建立された。

## 対外関係

### 系列校
- 京都府立大学
- 京都府立医科大学医療技術短期大学部

## 社会との関わり
- 公開講座が行われていた。

## 卒業後の進路について

### 就職について
- 卒業年度にもよるが、一般企業の製造業に就職した人が割合として多いものとなっていた。教育職員に就いた人は近年、ごく僅かとなっていた。

### 編入学・進学実績
- 系列の京都府立大学以外では以下の実績一例がある[28]。
  - 国語科：大阪女子大学・京都橘女子大学・立命館大学ほか
  - 生活文化科：同志社女子大学ほか
  - 生活経済科：神戸大学・上智大学ほか